# Lijst van burgemeesters van Zeewolde
Dit is een lijst van burgemeesters van de Nederlandse gemeente Zeewolde in de provincie Flevoland sinds het ontstaan van de gemeente op 1 januari 1984.
| Ambtsperiode | Naam burgemeester | Partij of stroming | Bijzonderheden |
| ------------ | ----------------- | ------------------ | -------------- |
| 1984–1990    | Harm Bruins Slot  | CDA                |                |
| 1990–1998    | Geke Faber        | PvdA               |                |
| 1999–2004    | Tom Viezee        | RPF/ChristenUnie   |                |
| 2004–2007    | Ype Dijkstra      | PvdA               | waarnemend     |
| 2007–2025    | Gerrit Jan Gorter | Partijloos         |                |
| 2025–heden   | Bram Harmsma      | VVD                |                |